# Сен-Жермен-де-Пре (станция метро)
«Сен-Жерме́н-де-Пре» (фр. Saint-Germain-des-Prés) — станция 4-й линии парижского метрополитена. Открыта 9 января 1910 года, находится в VI округе Парижа. На станции установлены автоматические платформенные ворота. 

## История
- Станция открылась 9 января 1910 года в составе пускового участка Шатле — Распай, соединившего северный и южный участки линии 4 непрерывным тоннелем под Сеной. Своё название станция получила по площади Сен-Жермен-де-Пре, названной в честь средневекового епископа Германа Парижского, возглавлявшего духовную жизнь при короле Хлодвиге I. Помимо станции, в честь него был назван расположенный рядом квартал.
- В 2016 году станция подверглась реновации в рамках работ по подготовке к будущей автоматизации линии 4.
- Пассажиропоток по станции по входу в 2011 году, по данным RATP, составил 4 548 167 человек[1]. В 2013 году этот показатель снизился до 4 498 265 пассажиров (101 место по уровню входного пассажиропотока в Парижском метро)[2].

## Конструкция и оформление
Станция построена по типовому парижскому проекту 1900—1952 годов — односводчатая станция мелкого заложения с двумя боковыми платформами. Стены и свод выложены плиткой в стиле Андре-Мотте, под сводом закреплены люминесцентные светильники прямоугольного типа. В ходе реновации в 2016 году стены были украшены световыми инсталляциями с цитатами из произведений французских писателей (аналогичный приём инсталляций применялся, например, на станции Мэри-де-Монруж в 2013 году).

## Галерея

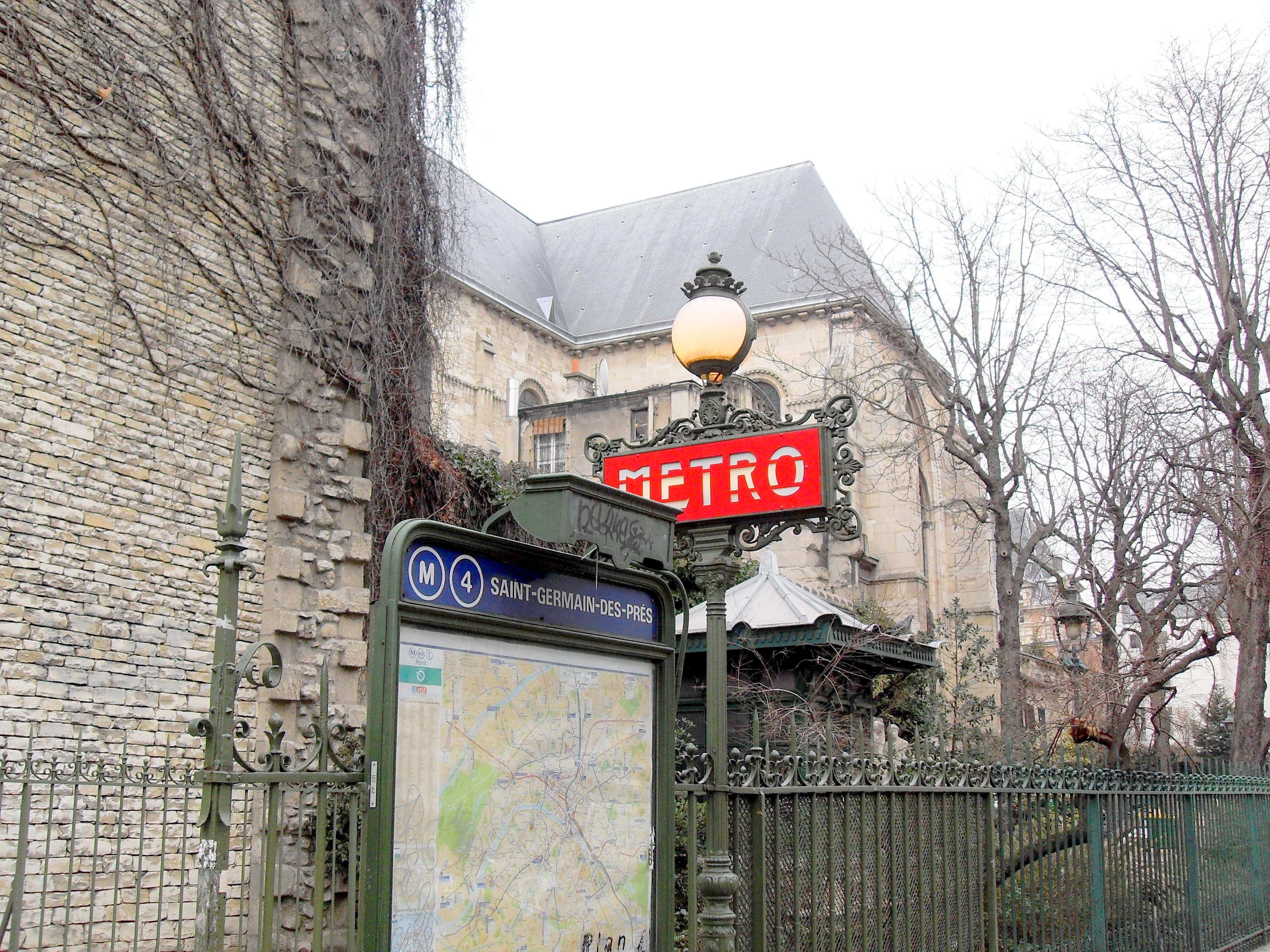
Лестничный сход
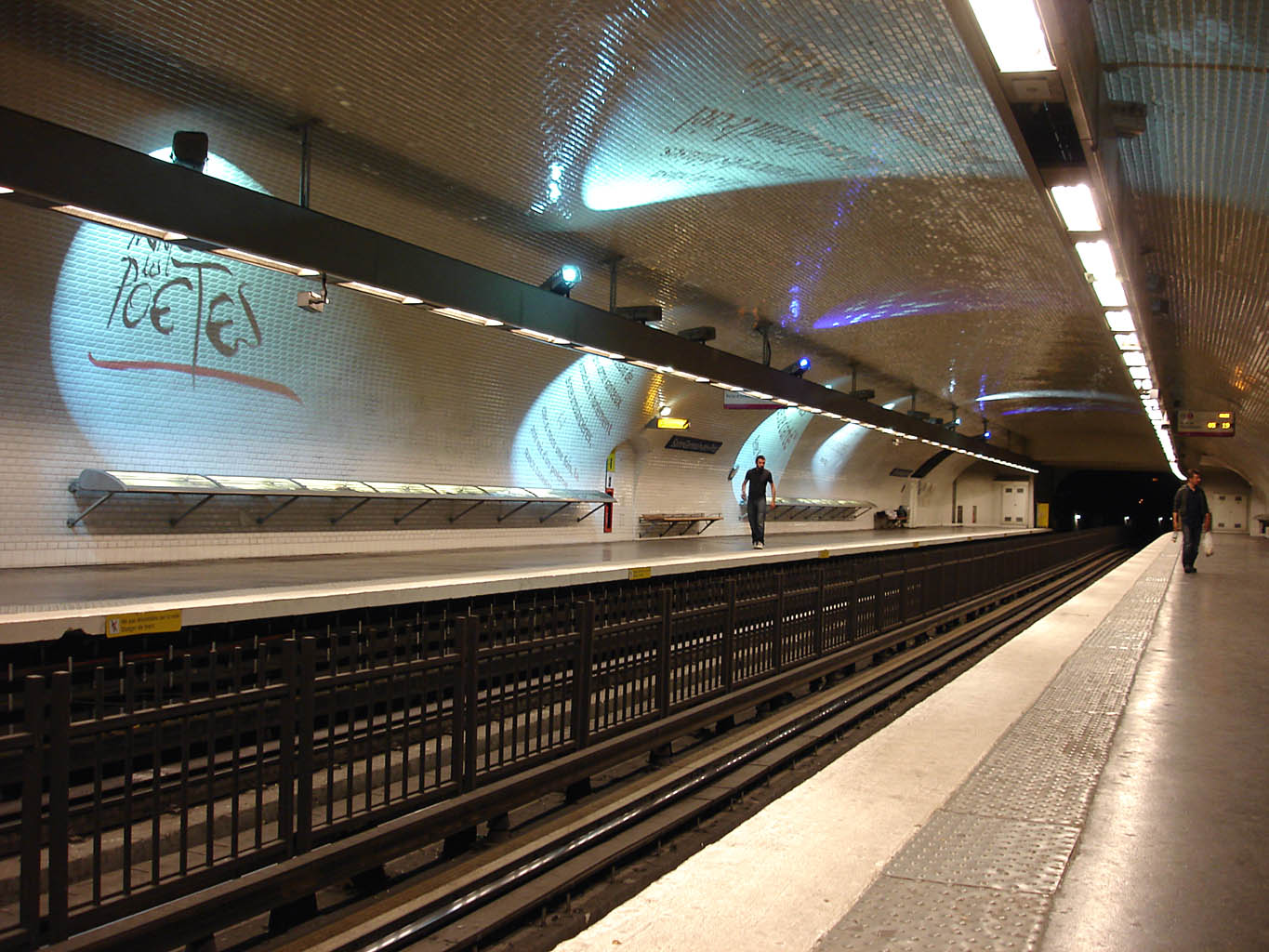
Зал станции